# NARUTO X BORUTO ナルティメットストームコネクションズ
『NARUTO X BORUTO ナルティメットストームコネクションズ』は、バンダイナムコエンターテインメントより2023年11月16日に発売されたPlayStation 5用・PlayStation 4用・Nintendo Switch用・Xbox One用対戦アクションゲーム。『NARUTO -ナルト-』を題材とした「ナルティメットシリーズ」の作品。

## 概要
アニメ『NARUTO -ナルト-』の20周年を記念して作られた「ナルティメットストーム」の作品。また、ナルティメットシリーズの完全新作としては初めて任天堂ハードで発売された作品である。

## 登場キャラクター

### プレイヤーキャラクター
うずまきナルト
うずまきナルト (少年篇)
うずまきナルト
うずまきナルト (仙人モード)
うずまきナルト (尾獣玉)
うずまきナルト (六道仙人モード)
うずまきナルト (THE LAST)
うずまきナルト (BORUTO)
うずまきナルト (重粒子モード)
うずまきボルト
うずまきボルト
うずまきボルト (科学忍具)
うずまきボルト (中忍試験)
ボロ
デルタ
カワキ
ジゲン
うちはサスケ
うちはサスケ (少年篇)
うちはサスケ (少年篇・後期姿)
うちはサスケ
うちはサスケ (永遠の万華鏡写輪眼)
うちはサスケ (五影会談)
うちはサスケ (輪廻写輪眼)
うちはサスケ (THE LAST)
うちはサスケ (BORUTO)
うちはサスケ (支う影)
大筒木アシュラ
大筒木インドラ

### オリジナルキャラクター
うちはナナシ
声 - 石川由依

メルツ
声 - 綿貫竜之介

テグセ
声 - 立花慎之介